# ABC Radio National
ABC Radio National (RN) – australijska stacja radiowa, należąca do publicznego nadawcy radiowo-telewizyjnego Australian Broadcasting Corporation (ABC) i pełniąca w jego sieci rolę najważniejszej anteny ogólnokrajowej. Stacja wywodzi swoje korzenie z pierwszej połowy lat 20. XX wieku, kiedy to lokalne stacje radiowe nadające w największych miastach Australii zaczęły stopniowo emitować wspólny program. 

## Charakterystyka
Współcześnie RN formalnie pozostaje siecią lokalnych stacji, jednak w praktyce nadają one ten sam program, co najwyżej z uwzględnieniem różnic między australijskimi strefami czasowymi. Większość ramówki wypełniają audycje mówione: informacyjne, publicystyczne, kulturalne, popularnonaukowe, a także słuchowiska i audycje satyryczne. Siedzibą stacji jest centralny ośrodek ABC w Sydney, jednak korzysta ona również z infrastruktury tego nadawcy w całym kraju. 

## Dostępność
Radio National jest słyszalne na 98% powierzchni Australii, włączając w to obszary bardzo słabo zaludnione. Sygnał rozgłośni nadawany jest drogą naziemną (w przekazie analogowym i cyfrowym), satelitarną oraz internetową. 